# Cerro Mayal
Cerro Mayal est un site archéologique moche, adjacent au centre civique et cérémoniel de Mocollope, dans la basse vallée de Chicama (province d'Ascope, Pérou). Il a fourni de nombreux vestiges des ateliers de céramique mochicas, avec leurs techniques de moulage et de cuisson.